# Aleksander Świeykowski
Aleksander Stefan Świeykowski (ur. 21 listopada 1948 w Oławie) – polski przedsiębiorca, dziennikarz i polityk, senator VIII kadencji.

## Życiorys
Wychowywał się w Bielkówku, został absolwentem Liceum Ogólnokształcącego w Pruszczu Gdańskim. Ukończył następnie studia w Wyższej Szkole Rolniczej w Krakowie. W 1972 został dziennikarzem w Polskim Radiu Łódź, w latach 1973–1979 był zatrudniony w redakcji publicystyki TVP Warszawa, zajmował się tematyką rolniczą. W 1979 wyemigrował do Szwecji, wydawał tam miesięcznik „Sprzeciw”. Od 1982 do 1994 pracował w Rozgłośni Polskiej Radia Wolna Europa w Monachium, od 1991 był asystentem dyrektora.
Po przemianach politycznych powrócił do kraju. W 1996 zamieszkał w Praszce, gdzie zaczął prowadzić własną działalność gospodarczą (jako właściciel centrum handlowego). W 2003 został także prezesem lokalnego wydawnictwa, zaczął wydawać tygodnik „Kulisy Powiatu Kluczbork-Olesno”. W 2011 powołany na przewodniczącego rady programowej TVP Opole.
Od 2001 związany z Platformą Obywatelską, organizował jej struktury w powiecie oleskim, jest wiceprzewodniczącym regionalnych struktur tej partii. W 2006 był kandydatem PO do sejmiku opolskiego. Wystartował także w wyborach parlamentarnych w 2011 do Senatu w okręgu nr 53. Otrzymał 29 098 głosów (30,93% głosów w okręgu), uzyskując mandat senatora. W wyborach w 2015 nie uzyskał reelekcji.